# Nonsenspoëzie
Onder nonsenspoëzie verstaat men gedichten waarin humoristische fantasie wordt bedreven, vol niet-bestaande woorden en andere dwaasheden. De bedoeling is te amuseren. 
De bekendste Engelstalige nonsensdichters zijn Edward Lear en Lewis Carroll. Christian Morgenstern is het bekendste Duitstalige en Raymond Queneau het bekendste Franstalige voorbeeld. Een goede Engelstalige internationale bloemlezing is Hugh Haughton: The Chatto Book of Nonsense Poetry (Chatto & Windus, 1988).
Nederlands bekendste nonsenspoëten zijn John O'Mill en Kees Buddingh'; Buddingh's bekendste gedicht is de blauwbilgorgel.
De eerste strofe:
Ik ben de blauwbilgorgel
Mijn vader was een porgel
Mijn moeder was een porulan
Daar komen vreemde kind'ren van
Raban! Raban! Raban!
Nonsenspoëzie is niet hetzelfde als light verse. Bij light verse versterken taalacrobatiek en vormvastheid een intelligente, niet-nonsensicale inhoud.